# ICD-9编码列表
以下是国际疾病与相关健康问题统计分类（ICD）第九版的编码列表： 
- ICD-9编码列表 (001–139)：传染病和寄生虫疾病
- ICD-9编码列表 (140–239)：赘生物
- ICD-9编码列表 (240–279)：内分泌、营养、新陈代谢及免疫系统疾病
- ICD-9编码列表 (280–289)：血液及造血器官疾病
- ICD-9编码列表 (290–319)：精神失常
- ICD-9编码列表 (320–359)：神经系统疾病
- ICD-9编码列表 (360–389)：感觉器官疾病
- ICD-9编码列表 (390–459)：循环系统疾病
- ICD-9编码列表 (460–519)：呼吸系统疾病
- ICD-9编码列表 (520–579)：消化系统疾病
- ICD-9编码列表 (580–629)：泌尿生殖系统疾病
- ICD-9编码列表 (630–679)：妊娠、分娩和产后合并症
- ICD-9编码列表 (680–709)：皮肤及皮下组织疾病
- ICD-9编码列表 (710–739)：肌肉骨骼系统及结缔组织疾病
- ICD-9编码列表 (740–759)：先天畸形
- ICD-9编码列表 (760–779)：围产期引起的特定情况
- ICD-9编码列表 (780–799)：症候、征候及不明情况
- ICD-9编码列表 (800–999)：受伤及中毒
- ICD-9编码列表 (E和V代码)：外伤及补充分类